# 222 Lucia
A 222 Lucia a Naprendszer kisbolygóövében található aszteroida. Johann Palisa fedezte fel 1882. február 9-én.